# Corredor de exportação
Corredor de exportação é um tipo específico de rota de transporte. Trata-se de conjunto coordenado de facilidades e meios de transporte e armazenamento que viabilizam a movimentação de grandes quantidades de mercadorias com destino a um porto ou posto alfandegário fronteiriço. Tem como premissa básica a redução dos custos de transporte, incluindo também a infraestrutura de armazenamento e terminais de carga cujo destino seja o mercado externo.